# معهد التعليم (جامعة لندن)
معهد التربية , جامعة لندن (Institute of Education), هو أحد الكليات التابعة لجامعة لندن, وهو مختص للدراسات بعد مرحلة البكالوريوس في مجال التعليم. ويعد هذا المعهد من أضخم المعاهد البحثية في المملكة المتحدة, ويبلغ عدد الطلبة الملتحقين ببرامج الدكتوراه فيه حوالي 700 طالب, و 4000 طالب في برامج الماجستير و 1200 طالب في البرامج التدريبية لتأهيل المعلمين.
ويتمتع المعهد بسمعة متميزة في مجال البحث العلمي في مجال التعليم حيث يعتبر مؤسسة رائدة على مستوى دولي في هذا الميدان, حيث يبلغ عدد المشاريع البحثية التي تتلقى منحاً من المجالس البحثية والأقسام والهيئات الحكومية 100 مشروع بحثي في أي وقت من السنة. كما أن المعهد أحد الجامعات التسعة عشر في مجموعة 1994. ويصدر عن المعهد مجلة (Educate) وهي مجلة بحثية لدرجة الدكتوراه في مجالات التعليم. [[ملف:

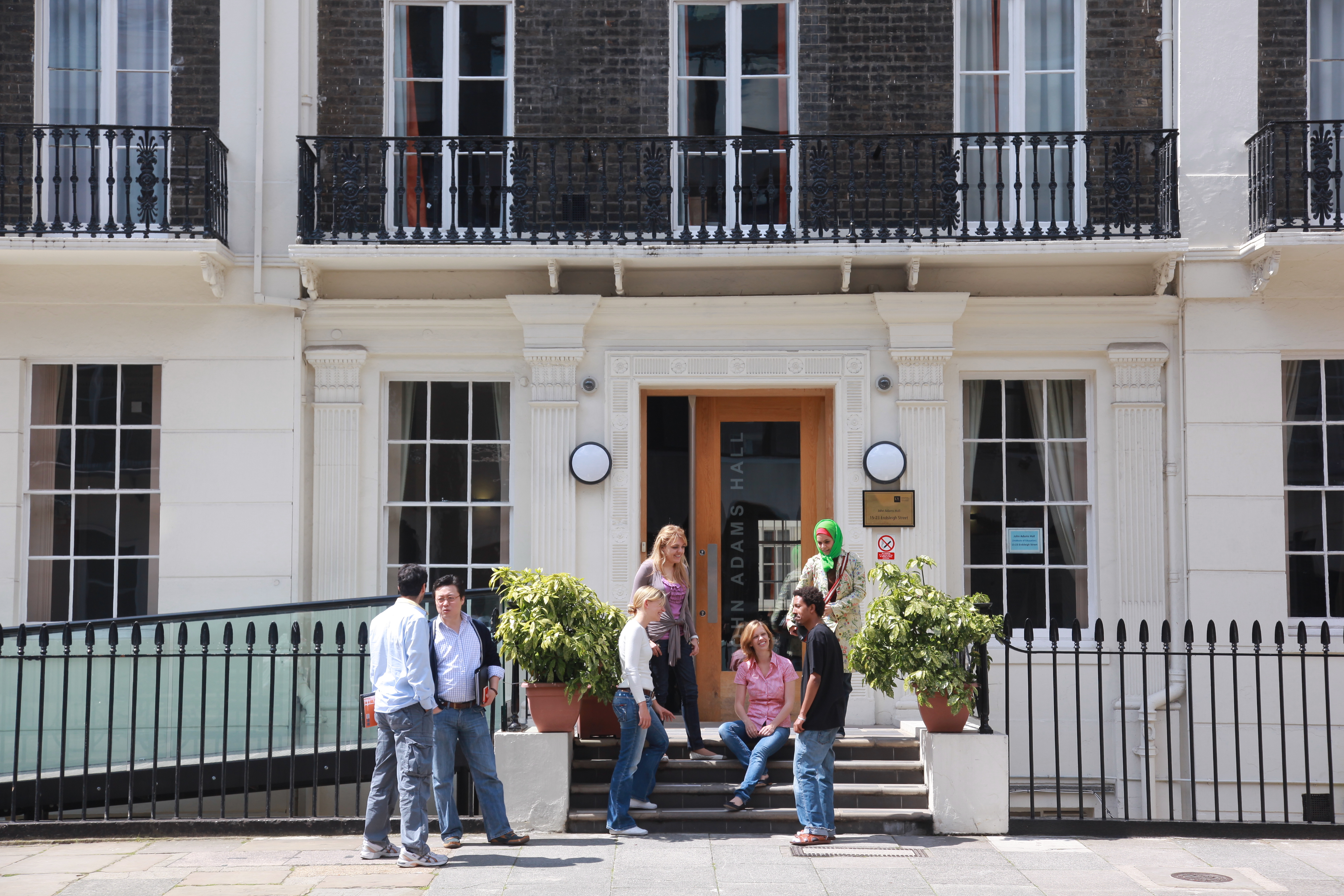
صالة جون آدامز.

## تاريخ المعهد
صدر في العام 1900 تقرير حول تأهيل المعلمين عن لجنة فرعية في وزارة التعليم العالي في مجلس التعليم المهني التابع لمجلس مدينة لندن, حيث أشار التقرير إلى ضرورة تأهيل المعلمين في لندن في الجامعات. وقدمت اللجنة التقرير إلى جامعة لندن وفيه توصية بإنشاء كلية لتدريب المعلمين من كلا الجنسين, حيث كانت تعقد معظم البرامج التدريبية في كليات أو أقسام غير مختلطة. وتم بالفعل افتتاح الكلية الجديدة في السادس من تشرين أول 1902 تحت اسم كلية لندن للتدريب وكان يخضع لإدارة مجلس المدينة.
وكان أول مدير للكلية الجديدة جون آدامز الذي كان قبل ذلك أستاذ التعليم في جامعة غلاسكو.
وفي العام 1909 أصبحت الكلية تابعة لجامعة لندن, وأصبح اسمها جامعة لندن, معهد التعليم. وأخذت الكلية بالتوسع تدريجياً وتوسع نطاق أنشطتها وبدأت تقديم التدريب للمعلمين في المدارس الثانوية وباشرت منح الدرجات الأكاديمية. كما اتجهت الكلية نحو التخصص في بعض المجالات فأنشئت قسماً متخصصاً في الدراسات التي تتناول نمو الطفل وتدريب المعلمين الذين يخدمون في الدول المستعمرة خارج بريطانيا. وانتقل المعهد عند اندلاع الحرب العالمية الثانية إلى جامعة نوتينجهام.
وكنتيجة للتقرير الذي صدر عن لجنة ماكنير (McNair Committee) والتي أسسها مجلس التعليم في بريطانيا لمناقشة القضايا المتعلقة بتوظيف وتدريب المعلمين والقادة الناشئين, وجد في بريطانيا برنامج متكامل جديد لهذه الأغراض. فتم إنشاء منظمة للتدريب العملي للمعلمين وكانت هذه المنظمة مشرفة على كافة المعاهد المختصة بتقديم التدريب والتأهيل. وكان فرع هذه المنظمة في منطقة لندن تابعاً لجامعة لندن تحت اسم جامعة لندن, معهد التعليم وكان بدوره مشرفاً على ما يزيد عن 30 مؤسسة لتدريب المعلمين وتأهيلهم في منطقة لندن.

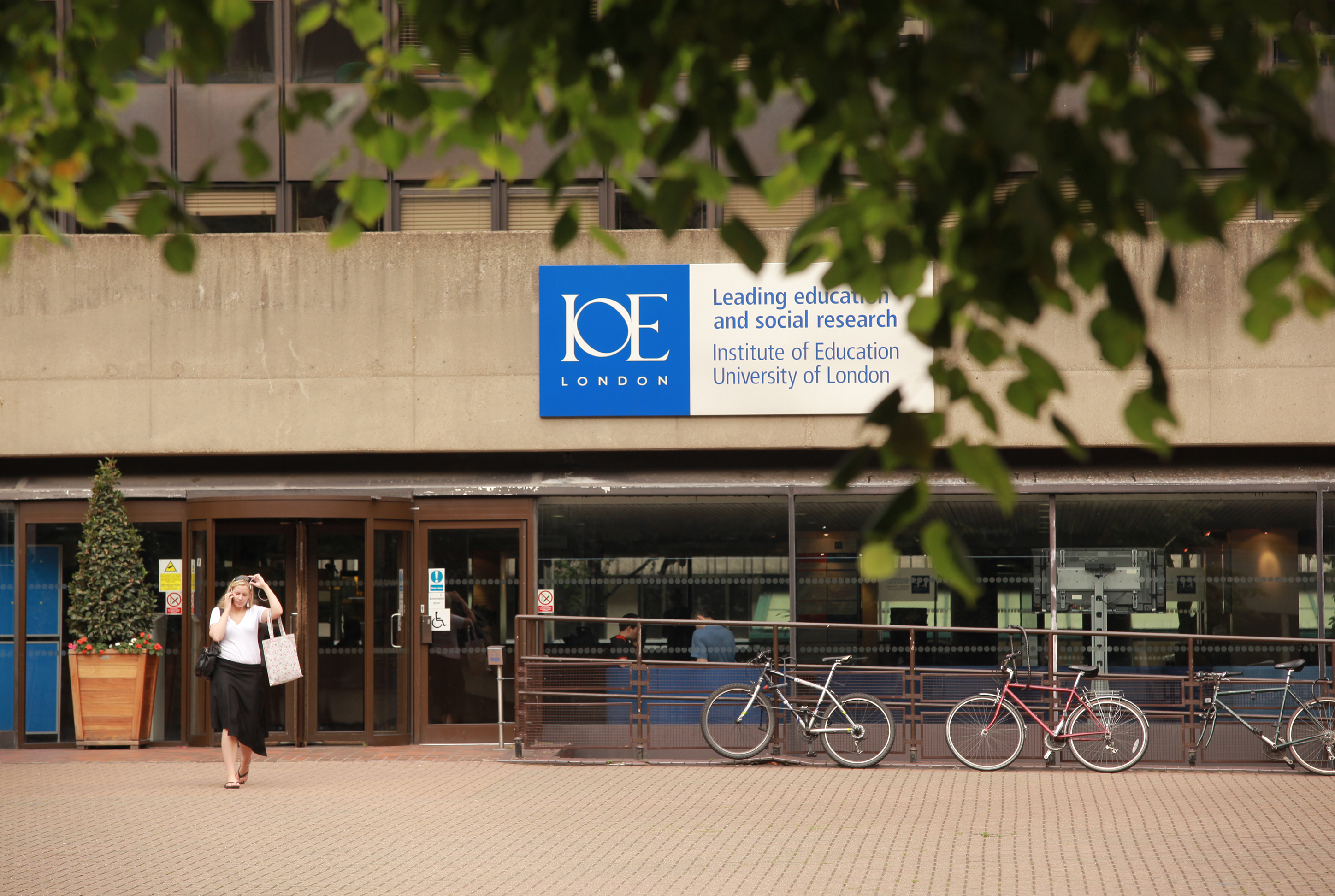
الواجهة الخلفية لمبنى المعهد.

## مكتبة نيوسام

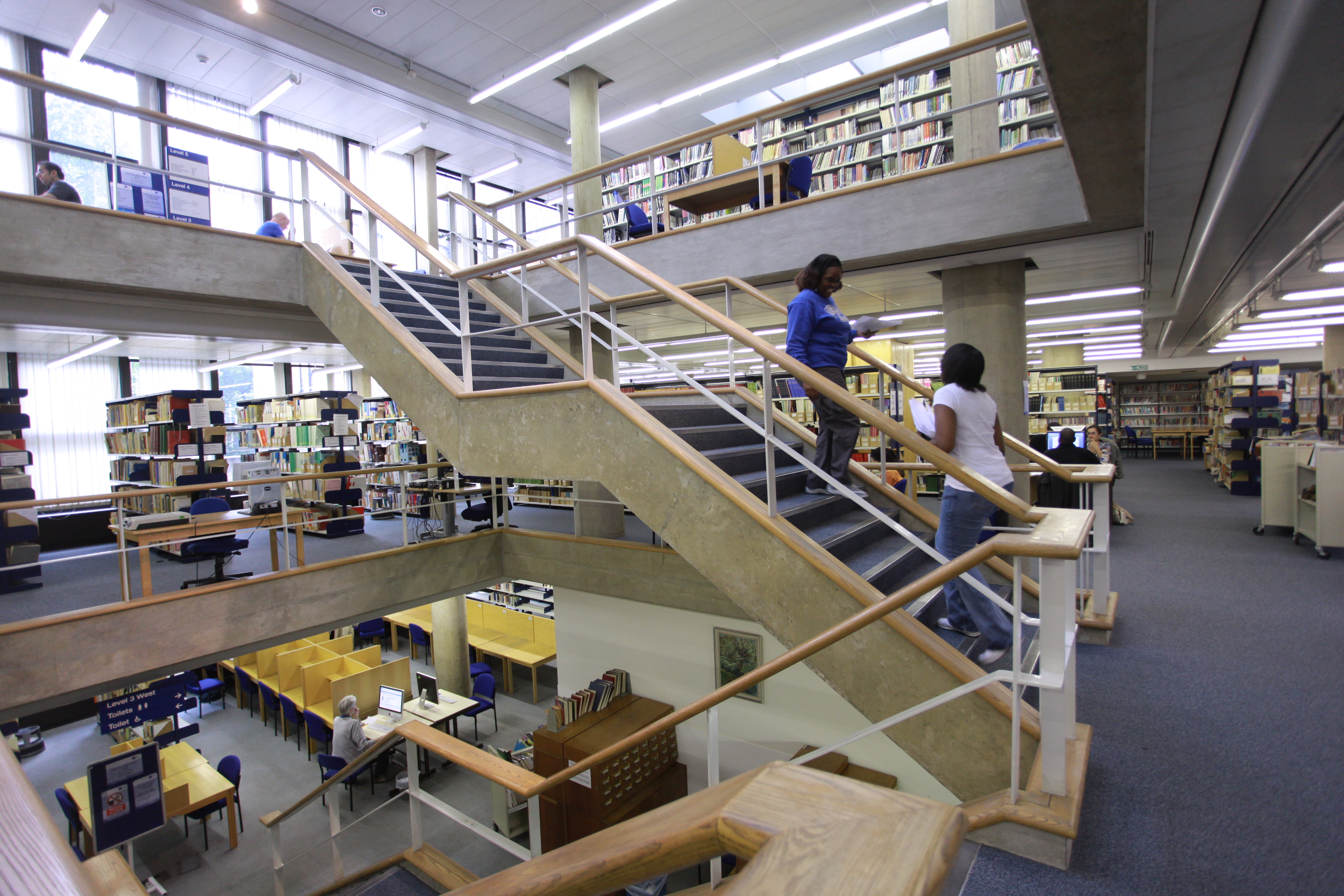
مكتبة نيوسام.

تعد مكتبة نيوسام التابعة للمعهد أكبر جامعة متخصصة في مجال التعليم وتأهيل المدرسين في أوروبا حيث تشتمل على ما يقارب 300,000 كتاب و 2,000 دورية.
المجموعات الرئيسية
- مجموعة في المواد التعليمية من إصدارات تغطي كافة المجالات المتعلقة بحقل التعليم في المملكة المتحدة.
- مجموعة دولية تغطي كافة المواضيع المتعلقة بتنظيم التعليم خارج المملكة المتحدة.
- مجموعة المراجع والتي تشتمل على كتب مرجعية وفهارس وإحصائيات عن التعليم في بريطانيا والإصدارات والتقارير الصادرة عن الحكومة.
- مجموعة تتناول مواضيع أخرى ذات علاقة بالتعليم مثل علم النفس وعلم الاجتماع واللغويات وغيرها.
- مجموعة واسعة من المواد التعليمية في جميع المواد وجميع المراحل التعليمية, بما في ذلك كتب القصص والكتب المصورة.

كما يوجد في المكتبة قسماً خاصاً للمجموعات الخاصة والنادرة في مجال التعليم بالإضافة إلى مركز متكامل للمصادر الخاصة بتعليم الناشئين والمراهقين. كما يعمل المعهد منذ الأربعينيات من القرن العشرين على تجميع أرشيف ضخم للمواد التعليمية والسجلات الرسمية الخاصة بالمؤسسات المعنية بالتعليم والمشاريع التعليمية, ويمكن لأي شخص الاستفادة من هذا الأرشيف بعد أن يتقدم بطلب ويأخذ إذنا بذلك.

## وصلات خارجية
الموقع الرسمي للمعهد نسخة محفوظة 14 فبراير 2016 على موقع واي باك مشين.